# Viktor von Struve
Viktor von Struve, gebürtig Viktor von Struwe, (* 2. November 1892 in Riga; † 4. Januar 1964 in Wiesbaden) war ein deutsch-baltischer Filmproduzent.

## Leben
Viktor von Struve stammt aus einer ursprünglich holsteinischen Gelehrtenfamilie. Sein Urgroßvater Ernst Heinrich Struve (1786–1822) war ein Sohn des Pädagogen Jacob Struve und Bruder des Astronomen Friedrich Georg Wilhelm Struve, des Mediziners Ludwig August Struve und des Philologen Karl Ludwig Struve.
Struve, in seiner Kindheit Nachbar von Sergej Eisenstein, studierte in Riga Kunstgeschichte. 1919 floh er in den Revolutionswirren nach Berlin und gründete dort einen kleinen Verlag für Kunstliteratur. Ab 1924 versuchte sich Struve als Schriftsteller, und 1928 kam er als Dolmetscher zum Film. Er betreute russischsprachige Schauspieler, die in Berlin engagiert waren, darunter Iwan Mosjukin.
Mit Beginn des Tonfilms wirkte er als Regieassistent in Filmen von Gregor Rabinowitsch und Noé Bloch, wobei er meist dem Regisseur Anatole Litvak assistierte. Nach der Machtergreifung der Nationalsozialisten 1933 arbeitete er unter den UFA-Produzenten Max Pfeiffer und Bruno Duday.
Sein Weg in die Filmproduktion begann als mehrmaliger Produktionsleiter für die Firma Euphono. 1938 holte ihn Alfred Greven zur Terra. Bis Kriegsende war er in der Firma als Herstellungsgruppenleiter wesentlich an verschiedenen Filmen beteiligt. 1945 gründete Struve mit den Schauspielern Paul Kemp, Theo Lingen und Siegfried Breuer die Theatergruppe Künstlergemeinschaft Bad Ischl, die bis 1947 aktiv war. Danach zeichnete er wieder als Produktionsleiter verantwortlich, und ab 1950 leitete er seine eigene, in Wiesbaden ansässige Produktionsfirma.

## Filmografie
- 1933: Abel mit der Mundharmonika (Produktionsleitung)
- 1936: Die unmögliche Frau (Produktionsleitung)
- 1937: Unter Ausschluß der Öffentlichkeit (Assistenz Produktionsleitung)
- 1939: Der Polizeifunk meldet
- 1939: Maria Ilona
- 1939: Opernball (Herstellungsleitung)
- 1940: Rosen in Tirol (Herstellungsleitung)
- 1941: Dreimal Hochzeit (Herstellungsleitung und Produktionsleitung)
- 1941: Die Kellnerin Anna (Herstellungsleitung)
- 1942: Andreas Schlüter (Ausführender Produzent)
- 1943: Wenn die Sonne wieder scheint / Der Flachsacker (Herstellungsleitung)
- 1943: Ein Mann mit Grundsätzen? (Herstellungsleitung)
- 1944: Der verzauberte Tag (Herstellungsleitung)
- 1944/46: Die Fledermaus (Herstellungsleitung)
- 1949: Mordprozess Dr. Jordan (Herstellungsleitung)
- 1951: Schwarze Augen (Produktionsleitung)
- 1952: Fritz und Friederike (Produktionsleitung)
- 1952: Meine Frau macht Dummheiten (Produzent)
- 1953: Einmal kehr’ ich wieder (Produktionsleiter)
- 1954: Der Mann meines Lebens (Produzent)
- 1954: Rosen aus dem Süden (Produzent)
- 1955: Die spanische Fliege (Produzent)